# فايدي
فايدي (بالإنجليزية: Faydee)‏ هو مغني بوب ورقص وريدم اند بلوز أسترالي من أصل لبناني. وبالإضافة إلى الغناء، هو مؤلف أغاني ومنتج موسيقي.
ولد فايدي واسمه بالولادة فادي فتروني (بالإنجليزية: Fady Fatrouni)‏ في سيدني، أستراليا لأبوين مهاجرين من لبنان، الأم هبة والأب محمود، وأصلهما من مدينة طرابلس اللبنانية. اسمه الفني Faydee («فايدي») وهو طريقة لفظ معدّلة لإسمه الحقيقي «فادي».
بدأ فايدي يغني في عمر الثالثة عشرة مؤديا ريميكس لأغان معروفة. لقي نجاحا في أستراليا مع إطلاق أغنيته Never Ever عام 2008 حائزا على شهرة كفنان مستقل وتعاون مع شركة مستقلة اسمها Buckle Up Entertainment لعدة سنوات وفي فترة لاحقة مع المنتج Divy Pota. وله دي دجاي يرافقه ومعروف بـ R DJ (واسمه ربيع). كما أنه تعاون مع فنانين مثل Manny Boy وLazy J و Miracle وله أغان مشتركة معهم.
الا أن نجاحه الكبير كان في أوروبا بعد تعاونه الفني مع المنتج والفنان الروماني كوستي يونيتا (Costi Ioniță) ابتداء من العام 2013 ومن أشهر أغنياته في هذه الحقبة Can't Let Go عام 2013 وشهرته العالمية مع أغنية «حبيبي (آي نيد يور لاف)» (Habibi (I Need Your Love أي «حبيبي، أحتاج لحبك». وتم إطلاق الأغنية تحت عمل مشترك Shaggy/Mohombi/Faydee/Costi بمشاركة مغني الريغاي الجامايكي الأميركي شاغي والمغني السويدي الكونغولي موهومبي والمغني والمنتج الروماني كوستي بالإضافة إلى المغني الأسترالي اللبناني فايدي. وللأغنية نسخ بلغات أخرى من أبرزها بالروسية مع المغنية الأوزبكية Shahzoda وباللغة البلغارية مع المغنية Galena.
يغني فايدي إجمالا باللغة الإنجليزية الا انه يضم بعض أغانيه جملا أو كلمات باللغة العربية. وأداءه في (Habibi (I Need Your Love وهي من تأليفه المشترك مع كوستي هو بالعربية والإنجليزية.

## الأغنيات
- 2008: "Never Ever"
- 2010: "Shelter Your Heart"
- 2010: "I Should've Known" أداء Faydee featuring Manny Boy
- 2011: "Fallin' (Ya Gamil)" لـ Faydee produced by Divy Pota
- 2011: "Better Off Alone"
- 2011: "Mistakes"
- 2011: "Say My Name"
- 2011: Getaway من أداء Manny Boy featuring Faydee
- 2012: "Talk to Me"
- 2012: "Forget The World"
- 2012: "Laugh Till You Cry" أداء Faydee featuring Lazy J
- 2013: "Unbreakable" أداء Faydee featuring Miracle
- 2013: "Psycho"
- 2014: Far Away
- 2013: Catch Me
- 2013: I Got U من أداء Faydee & Sabrina
- 2013: Can't Let Go
- 2014: Dangerous أداء Moody featuring Faydee
- 2014: You Deserve Better
- 2014: Mad in Love من أداء Lazy J featuring Faydee
- 2014: Beautiful Girl من أداء Costi & Faydee
- 2014: (Habibi (I Need Your Love من أداء Shaggy / Mohombi / Faydee / Costi
- 2014: Habibi نسخة بالبلغارية من أداء " Galena & Faydee
- 2014: (Habibi (Улыбнись и все Ок نسخة روسية من أداء Shahzoda, Faydee, Dr. Costi
- 2014: Maria
- 2014: In the Dark
- 2015: (Move On (C'est La Vie
- 2015: Lullaby
- 2015: Sun Don't Shine
- 2016: Legendary
- 2016: Amari
- 2016: Love In Dubai من أداء DJ Sava featuring Faydee
- 2016: Nobody من أداء Faydee featuring Kat Deluna & Leftside
- 2017: On My Way من أداء James Yammouni and Faydee featuring Adam Saleh
- 2017: More
- 2017: Patterns
- 2017: Friendzone من أداء Faydee featuring Demarco
- 2017: When I'm Gone من أداء Faydee featuring BESS & Gon Haziri
- 2017: Drive
- 2018: Crazy
- 2018: Habibi albi
- 2018: Bang bang
- Trika trika :2019
- 2019: Salam
- 2020: Layla من أداء Topo La Maskara featuring Faydee & Mr. Vegas
- 2020: Better days من أداء Arman Cekin featuring Faydee & Karra
- 2020: Aywa من أداء Faydee featuring Valderrama
- 2020: Yeye من أداء Faydee x TM Bax x Pav Dharia
- 2020: Hala
- 2020: Stubborn

## وصلات خارجية
- فايدي على موقع ميوزك برينز (الإنجليزية)
- فايدي على موقع ديسكوغز (الإنجليزية)

- الموقع الرسمي